# NGC 3188A
NGC 3188A (другие обозначения — MCG 10-15-64, Mrk 30, KUG 1016+576A, PGC 30179) — спиральная галактика в созвездии Большой Медведицы на расстоянии около 351 млн световых лет. Является галактикой Маркаряна, то есть в её спектре наблюдается избыток ультрафиолета.
Этот объект не входит в число перечисленных в оригинальной редакции «Нового общего каталога» и был добавлен позднее.
NGC 3188A находится в 0,6′ к запад-юго-западу от более крупной галактики NGC 3188 и, вероятно, является её физическим компаньоном. Расстояние между ними в проекции на картинную плоскость составляет около 61 тыс. световых лет. Следует отметить, что маркаряновскими галактиками являются обе галактики пары, и NGC 3188, и NGC 3188A; они включены уже в первую редакцию каталога галактик Маркаряна, их обозначения соответственно Mrk 31 и Mrk 30). NGC 3188A удаляется от нас со скоростью 7895 км/с.